# 加勒卡約區
加勒卡約區是索馬利亞的一個區，位於該國中北部的穆杜格州，首府為加勒卡約。

## 外部鏈結
- 加勒卡約區行政區域圖（页面存档备份，存于）